# Grand Cornier
Grand Cornier är en bergstopp i Schweiz.   Den ligger i distriktet Sierre och kantonen Valais, i den södra delen av landet, 100 km söder om huvudstaden Bern. Toppen på Grand Cornier är 3 962 meter över havet, eller 527 meter över den omgivande terrängen. Bredden vid basen är 4,0 km.
Terrängen runt Grand Cornier är huvudsakligen mycket bergig. Runt Grand Cornier är det glesbefolkat, med 8 invånare per kvadratkilometer.. Närmaste större samhälle är Zermatt, 11,1 km öster om Grand Cornier. 
Trakten runt Grand Cornier består i huvudsak av gräsmarker.